# 小行星1026
小行星1026（1026 Ingrid）是一颗围绕太阳公转的小行星。
該小行星以德國天文學家阿爾布萊希特-卡爾斯泰特（Albrecht Kahrstedt）的姪女英格莉德（Ingrid）命名。

## 参数
这颗小行星的绝对星等为13.3等，自转周期为5小时。